# セドット・ミハ空軍基地
セドット・ミハ空軍基地 （Sdot Micha Airbase） は、イスラエル航空宇宙軍の空軍基地である。イスラエル中部、エルサレム地区ベト・シェメシュの西方に位置する。

## 概要
セドット・ミハ空軍基地はエリコ弾道ミサイルの発射基地とされ、ミサイルを運用する部隊の拠点となっている。セドット・ミハはエルサレム地区に位置するモシャブの一つで、その名はユダヤ教徒のポーランド人でヘブライ語の学者でもあったミハ・ビン・ゴリオンにちなんで名づけられたものである。セドット・ミハ空軍基地はこのモシャブのすぐ近くにあり、準中距離弾道ミサイルのエリコ2、および長距離弾道ミサイルのエリコ3が配備されていると考えられている。尚、セドット・ミハ空軍基地の所属部隊は、イスラエル空軍において第2航空団 (2nd Wing, Canaf 2) の隷下となっている。

## 所属部隊
- 第150飛行隊 - エリコ弾道ミサイルの運用部隊。
- 第199飛行隊 - エリコ弾道ミサイルの運用部隊。
- 第248飛行隊 - エリコ弾道ミサイルの運用部隊。